# 目覚め (小説)
『目覚め』（めざめ、英: The Awakening）は、アメリカ合衆国の小説家ケイト・ショパン（Kate Chopin）による1899年の長編小説である。アメリカ文学史上、有数の小説として評価されている。

## 概要
1899年に出版された『目覚め』は、19世紀アメリカ南部を舞台に、ひとりの女性が独立したアイデンティティを確立するための戦いを探求した作品で、自己発見の超越的な旅の物語でもある。女性のセクシュアリティ、性的な感情を描き出した実験的な小説であった。女性の性の解放と自立というテーマから、フェミニズムの観点の批評が多いが、作品における「わたしという存在（being）・魂（soul）の可能性」の探索は、女性特有のものではなく、現代人が抱える自己の問題につながっている。
『目覚め』の女性キャラクターは当時の社会規範の基準を超えており、女性の性欲が否定されていた時代に、主人公エドナはそれまで男性に占有されていた「性的欲望の主体となること」に目覚めて性的欲求を持ち、欲望を持つ主体としてふるまい、神聖な母性という神話に疑問を抱く。本作は、女性によって女性の内面がこれまでになく大胆に描かれたことが特徴と言える。エドナは自我に目覚めることで、本能的な衝動を行動に移していき、さらに、思うように生きることは子供たちを傷つけることになるという矛盾に直面し、この苦しみを解決できず、衝動に駆り立てられていく。
根底には孤独と孤立という現代的なテーマが流れており、それが時折表面化し、目覚めと絡んで描かれる。本書は現代文学への目覚め的役割を果たしており、自然主義作家のスティーブン・クレインを思わせる印象主義的な文体には、斬新な現代性がある。
伝統的な女性の地位をゆるがすような心理・行動が描かれており、出版当時激しい批判を受け、忘れられていたが、1970年代以降に高く評価されるようになった。
結婚のために画家の仕事を諦めたエドマ・ポンティヨンという実在のモデルがいたとされる。

## あらすじ
物語の主人公エドナは、ケンタッキーのプロテスタント長老派の旧家の出身で、28歳の魅力的な白人女性である。南北戦争の退役軍人である父親や姉妹から逃れるように、クレオールでカトリックの裕福なレオンス・ポンテリエと結婚し、二人の子どもがいる。夫レオンスと子どもたちとグランド島に避暑に訪れたエドナが、良き妻・母であるたおやかな美女アデル・ラティニョル（ラティニョル夫人）、気難しい独身女性で一流ピアニストのレーズ嬢、後に恋することになる、貸別荘を営むルブラン家の長男ロベールらと交流する島での日々を通して、夫に従い子どもに尽くすという女の役割に縛られた自分の生活に疑問を抱くようになることから始まる。物語の最初、ポンテリエ夫妻は特筆するような問題のない夫婦関係であるが、夫のレオンスは当たり前にエドナを所有物、自分の「貴重な個人財産」 (a valuable piece of personal property) として見ていることが描写される。エドナはグランド島での日々の中で、自分が一人の人間であり、他人の所有物になることなく選択ができるのだと自覚し始め、選ぶことが自分に何をもたらすかを探求し、夫以外の男性ロベールと惹かれ合いうが、彼は突然メキシコへと旅立つ。エドナは自分が彼に夢中になっていたことに気が付く。
避暑が終わって一家はニュー・オーリンズの自宅へと戻るが、エドナはロベールを思い続け、ラティニョル夫人やレーズ嬢との交流を続ける。「夫への忠誠を捨てるには、夫の寛大さに頼ってはいけないと本能が吹き込んでいた」ことに気づき、「二度と再び、自分以外のものにはならないと心に決めていた」ことを認識する。夫の支配下で縛られた妻・母であることから独立しようと、夫の知人より自分の友人関係を優先する等、生活の中で自分の気持ちを優先する様々な試み、一見気まぐれな行動をとり、アーティストになろうと絵を描き、夫との間に軋轢が生じる。自分の本能的な欲求に目覚めつつあるエドナは、「宇宙における自分の存在について、自分と周囲の関係について」真剣に考えはじめ、孤独の中で超絶主義者のラルフ・ウォルド・エマーソンの本を読み、彼女が新しい人生を始めようとしていることが示唆される。
夫はニューヨークへ、子どもたちは義母のいるイバヴィルへ行き不在となる。子どもたちは常に混血の子守りの女性が世話をしており、エドナは子どもたちを好きだが「むらのある衝動的な愛し方」で、子どもたちが手元からいなくなったことで大きな安堵を覚える（物語の最後まで子ども達はエドナの元に戻らない）。一人になったエドナは一人暮らしのための小さな家を購入し、競馬を通じて出会ったアロビンという男性と肉体関係を持つ。エドナは一人の人間として目覚めていき、ロベールと再会し、彼に対して魂も体も与えたいと思う真実の愛を抱いていることに気付き、愛を確かめ合うが、彼は人妻との許されない関係を続けることを拒み、去ってしまう。ラティニョル夫人の出産に立ち会ったエドナは、夫人に「子供たちのことを考えて」とささやかれ、それが頭から離れず、子供は自分と切り離せない存在で犠牲にはできないと思い、子供たちのことを考えるという決意の苦しみを深く感じる。物語の最後、彼女は季節外れのグランド島を訪れ、裸で海に入り、メキシコ湾を南へ泳ぎ去っていく（入水自殺したと解釈されることが多い）。

## 出版当時の状況・反応
清教徒の入植に始まるアメリカ社会は、そのため「不倫」はとりわけ強い批判を受ける行為であり、不倫への強い抑圧が逆に物語を強く駆動させる力ともなり、同時に結婚制度への異議申し立てにも利用された。世紀転換期までは、小説の中で不倫に踏み切る登場人物たちは、家父長制の根幹を揺るがす大罪人として厳しく断罪されたり、作品そのものが弾圧の対象となっていた。
19世紀当時、保守的な男性中心の社会の中で、女性は子供や犯罪者同様、社会でも家庭でも全く実権を握ることができなかった。女性は特に道徳的であることが尊ばれ、セクシュアリティに対して世間は保守的であり、女性向け小説の世界では、感傷的で道徳的な家庭小説が流行していた。本作はあまりに時代を先取りしすぎていたと言え、保守的な時代に世論の激しい批判を浴びた。ただし、現代の18禁小説のような露骨な性行為の描写があるわけではなく、瀧田佳子は「お上品な伝統という19世紀的アメリカの状況の中で、当然ながら十分に抑制された表現がなされている。よほど注意深く読まなければ、現代の読者にはどうしてこれがセックス・フィクションと呼ばれたのか見当もつかないだろう。」と述べており、本作が問題視されたのは、不倫を描いたという理由だけでなく、経済的にも世間的にも非常に恵まれているように見える主婦で母の主人公エドナが「伝統的な女性の地位をゆるがすような行動をとったからであるように思われる。」と述べている。
当時『目覚め』は、女性のセクシュアリティを探求し、厳しく制限された女性の在り方、性規範に疑問を投げかけていることで、反道徳的であると酷評され、広く批判された。出版されるとすぐに、「不健康な本」「毒薬というラベルを貼っておくとよい」などと激しい非難を受けた。文章は賞賛するが、道徳的な理由でこの小説を非難する批評家もいた。例えば「ネイション」紙は、ショパンがこのような「不快」な作品を書くことで才能を無駄にし、読者を失望させたと書いた。
現在、本書は禁書扱いされたという考えも広まっているが、実際にはそのようなことはなく、エミリー・トートは、この伝説はパー・セイヤーステッドが1969年にショパンの伝記を出版してからのもので、図書館員からの情報や、ショパンのエッセイの中の紛らわしい皮肉なコメントの情報に基づいた「大胆な作家禁じられる」という章の影響ではないかと述べている。

## 他作品との関係
19世紀後半には、ヨーロッパで結婚生活を扱った作品が多く出版されており、酒井三千穂は、『目覚め』（1899年）と比べられることの多いフローベールの『ボヴァリー夫人』（1857年）をはじめ、トルストイ『アンナ・カレーニナ』（1875-78年）、イプセン『人形の家』（1879年）、モーパッサン『女の一生』（1883年）、ハーディ『日陰者ジュード』（1895年）といった作品が書かれる中、現れるべくして現れた作品と位置付けている。渡辺利雄は、時代的に言って、出版に際して様々な抵抗にあった、セオドア・ドライサーの『シスター・キャリー』（1900年）と比すべき作品であろうと述べている。
『目覚め』はこうした作品の中で、どちらかといえば『ボヴァリー夫人』との類似性が強いが、官能への目覚め、性への目覚めに重点を置く『ボヴァリー夫人』に対し、知性・自我への目覚めにも重点が置かれており、より自省的で心理的な面の強い作品である。本書はしばしば『ボヴァリー夫人』と比較されるが、ショパンがフロベールに影響された証拠はなく、フランスの自然主義の小説家モーパッサンの影響が強かったことが実証的に確認されている。
時代の影響を受けており、出版前後には、20世紀アメリカ文学の先駆となる、現代性を有する新しいスタイルの自然主義小説が多く出版された。スティーブン・クレインの『街の女マギー』（1893年）、セオドア・ドライサーの『シスター・キャリー』、フランク・ノリスの『小麦取引所』（1903年）は、女性を主人公に、もしくは準じて描き、女性の生き様を問題にし、孤独と孤立というテーマを『目覚め』と共有している。

## 批評

### 家父長制・伝統的な性別役割との闘い
「チョイス・レビュー」の批評家は、社会の家父長制的な慣習がエドナの自由を制限していたため、彼女の自我のための闘争は、結局は失敗に終わる運命であったと述べている。カレン・サイモンズは、こうした闘いの失敗のドラマは、伝統的な母親であると同時に、ひとりの人間としての自分自身の感覚を持つことができないことに、エドナが気づき、人生を終わらせるという結末によって、完全に描かれていると考えている。
渡辺利雄は、「単に女性の『性的欲求』『姦通』を時代に先んじて扱った歴史的に価値ある小説としてではなく、結婚という死せる社会制度に抵抗して、自らの本能的な欲望に従って生きようとした女性の悲劇として読むべきであろう。」と述べている。

### 「目覚め」の解釈
当時の批評には、エドナは少女時代に恋愛に過度な夢を見て、大人になっても少女のような夢の中におり目覚めておらず、作中におけるエドナの「目覚め」は、自分が犯した不倫という罪の自覚であるという理解もみられた。「目覚め」が罪の自覚だという理解は明らかに誤読であるが、米塚真治は、主人公が「目覚めていない」ことが作品の肝であるという指摘は的を射ていると述べている。エドナは同性の友人たちとの交流を通して性に目覚め、少女時代の夢を取り戻していき、目覚めと夢見ることが並行して進行している。米塚真治はこれを実存主義を鍵に読み解き、性を非日常の契機にエドナに起こった「目覚め」は、マルティン・ハイデッガーの哲学で言う、事実性の世界（現実、日常）に目覚め、本来性から逃避して日常の中に眠っている状態から、本来性に覚醒することであり、ここに夢見ることが目覚めることであるという逆説が生じる。本来性に目覚めたエドナは、ジャン＝ポール・サルトルの『嘔吐』の登場人物と同様に、激しい実存的不安に襲われる。
酒井三千穂は、エドナは「夫が言うような現実」から遠ざかる、母でも妻でもない自分自身という可能性、夢に目覚め、後半はその夢を手掛かりに、社会や自然の制約と、その制約を否定することのできない自分、現実への目覚めが描かれているとしている。
アダム・バージェスは、エドナには3つの目覚めがあるとしており、まず彼女は自身の芸術的・創造的な可能性に目覚め、主婦・ホステス（女主人）としての務めを放棄し、絵を描くが、これは彼女にとって自己表現と個人主義の一形態であるという。第二の目覚めは性的な目覚めで、第一の目覚めと第二の目覚めが絡み、エドナは混乱しながら芸術家を目指すことは途中で辞めてしまう。最後の目覚めは、自分の真の人間性、自己・自我の目覚めと、母性、母親としての役割、母性は個人の一部であり得るという認識への目覚めであるとしている。彼女が歩みだそうとする新しい人生は、「眠りから覚める」メタファーで表現される。
西田智子は、「（人間の理性を凌いでその人生を左右する）“Nature”に導かれ、内在的な本能と外在的な自然から、Ednaが五感を通して感受したことは、社会的存在ではない自我と、人間の本質としての孤独の意味である。」と述べている。
エドナの目覚めは他者の犠牲や献身の上に成り立っており、それを描くショパンの意識・無意識は、人種や階級に対して少なからず共犯的であるという指摘もある。

### 結末の解釈
物語の最後は、絶望による自殺と解釈されがちであるが、服が象徴する社会的な役割を脱ぎ捨て、裸で沖へと泳ぎ去るエドナは意気揚々とし、歓びにあふれているようにも見える。エドナはどのようなあり方にも収まらず、最後入水自殺するという曖昧とも言える人生の結末には、さまざまな議論がある。例えば、「結婚や母性という虚構に背を向けて死の世界ではなく生命の世界すなわち海へ入るのだ」といった、彼女の精神的勝利の象徴として捉えるパー・セイヤーステッドらの肯定的解釈や、「自殺は最後の逃避の試みだ」「19世紀末の道徳的な読者を満足させるためにいわゆる悪い女に罰を与えた」といった、彼女の敗北を示すというスザンヌ・ヴォルケンフェルド（Suzanne Wolkenfeld）らの否定的解釈がある。
瀧田佳子は、「『新しく生まれた生き物のように』この世界に目を見開いて、素っ裸で立つエドナの姿には、世紀転換期の新しい女の誇らしい自立への挑戦がみてとれるのではなかろうか。」と読み解いている。エミリー・トスは、「ショパンはエンディングを魅力的で、母性的で、官能的なものにしている 」と書いている。アダム・バージェスは、エドナの自殺は子供たちの将来と幸福を守るためだと述べており、彼女は物語の最後で母親としての自分の役割を自覚し、子供たちに自分の命を与えるが、自分自身を与えることはなかったと解釈している。酒井三千穂は、エドナは夢に目覚め、それを手掛かりに現実に目覚めていくが、自分が生んだ子供達だけは無視できない、産んだ者としての責任は彼女の「目覚め」とは別にどうしても逃れることができないということに気付き、この発見の後に自殺しており、話全体の流れからは追い詰められての死と受け取らざるを得ず、物語の結末としてはエドナの敗北であったと考えられる、と述べている。米塚真治は、ショパンはエドナを夢見心地に自殺させることで、目覚めたエドナは再び日常の中に眠り、夢を見続ければよいのかと、ややシニカルに問いかけており、そこに彼女の先見性・オリジナリティがあると賞賛している。西田智子は、エドナは「社会的存在としての自己の装いを脱ぎ捨て、自然そのもの（海）の中に同化していくことで、人間にとって“essential”な孤独の尊厳を守ろうとする」と解釈している。
結末は多様な解釈が可能であり、キャスリン・ウィーラーは「ショパンは、否定的であれ肯定的であれ、単一の意味にならないように、あのような結末にしたのである」として、ショパンの意図があると考えている。酒井三千穂は、子供たちのためにさえ犠牲にできない「自分自身」や「本質的なもの」を守り通すための自殺なので、エドナの立場から主観的に考えるならば「勝利」と言えるだろうし、「死ぬことは自分の一切の可能性の否定」なのだから、客観的に見れば「敗北」であると言える、と見方によって判断が分かれることを指摘している。酒井は、エドナには肯定的・否定的な両方の描写があり、この対照的な見方の両立による曖昧さが、エドナの最後に対して対照的な解釈が出てくる要因だと指摘している。エドナに対して否定的な描写だけを拾えば、突然の衝動にかられた主人公が女性として身勝手と思われる振る舞いをして、当然の結果として身を滅ぼす姿をリアリスティックに描いた作品であり、主人公には最初から、目覚めるどころかそのための自我もなく、自分を探求し挫折した主人公などいなかった、と読むことも可能であるという。このような曖昧さ、両義性、対照性は、エドナの描写だけでなく象徴的な表現にもみられ、例えば作中での翼の折れた鳥はエドナの失敗を象徴すると言われるが、同時に母性豊かなクレオールの母親たちも鳥に喩えられている。

### 海の象徴表現とホイットマンの影響
本作では、海は性欲・欲望を、そして自由と脱出を象徴していると言われる。梶原照子は、「自己の解放と深淵の死をもたらす海は、物語の序盤からエドナに官能的に呼びかけており、海の呼び声と性的な愛撫と芸術的な感動はすべて、エドナに官能的な自己発見をもたらす。」と分析している。
ショパンが愛読したアメリカの作家ウォルト・ホイットマンの影響も指摘されている。『目覚め』は、ホイットマンの詩「Song of Myself」第11節の語りを下敷きに物語が展開し、エドナを死へと誘う海の呼び声は、ホイットマンの連作詩篇「SeaDrift」、特に「Outof the Cradle Endlessly Rocking」の母なる海の死の呼び声がなぞらえられている。ホイットマンの『草の葉』には、語る主体のセクシュアリティ、特にオートエロティシズムの特徴が顕著に見られ、ハロルド・ブルームは、「『目覚め』の表現やモチーフがホイットマンの個々の作品を仄めかしている以上に、エドナのオートエロティシズムが、ショパンを「ホイットマンの娘」たらしめている」と、その強い影響を力説している。

### 非直線的な物語と自我の揺らぎ
『目覚め』で描かれた、衝動的、情緒的にふるまうエドナの物語は一貫性がなく、彼女は自我と衝動や欲望が矛盾して苦しみ、やるせない感覚に満ちた場面が幾度も描かれる。アメリカ文学者の平石貴樹は、エドナは、確固とした道徳や思想を失った現代人の自我の「ゆらぎ」を体現する、新しいタイプの主人公であると評価している。西田智子は、エドナの人生は偶然や運命に操られ決定されてきており、「彼女が出産を経て母となり家庭生活の中に埋没することも、逆に家庭や社会が求める役割や閉鎖的な環境から解放されて一人の女性として欲望のままに自由に生きたいと願うことも、人間の力を超えた“Nature”の力によるものとされる」と述べ、『目覚め』における「Nature」は、「理性によって制御することが不可能な、人間の宿命的な本能や感情を表すと考えられる。“Nature”は擬人化され、人間の意思に反してその人生に影響を及ぼす存在として表現される」としている。「Nature」の不可避的な影響に左右されるエドナは、弱く自己中心的な人間のように見え、彼女は気分に流され抑鬱状態に陥りやすく、求める生き方も明確なものではなく、あいまいに表現される場合が多い。
平石貴樹は、近代文学の初期の女性作家たちの作風の傾向として、プロットが弱く、日常生活の描写に優れているという特徴がみられるが、その理由に「女性作家たちの『プロット』に対する不信」があると考え、背後に「人生を一貫した計画や冒険などの展開とみなす、近代的自我の人生観そのものを、アメリカン・ドリームに支配された男性たちの『勝手な夢』（少なくとも、社会参加のままならない自分たちには『無縁な夢』）としてしりぞける思想、あるいは情緒」がひそんでいたのではないかと分析し、そう考えさせる作品として、『目覚め』を挙げている。

## 再評価
『目覚め』は半世紀以上もの間文学的価値を見出されず、数十年間絶版になっていた。彼女の作品は、死後ほとんど忘れられていたが、1920年代に短編小説がアンソロジーに掲載されて徐々に読まれるようになり、1932年には、カトリックの神父でもあるダニエル・ランキンが散逸しかけていた原稿を集め、ショパンの知人にインタビューをして『ケイト・ショパンとクレオールの物語』を出版した。伝記では単なる地方作家として扱われ、短編については良く述べられているが、『目覚め』は不健全極まりない作品と酷評されていた。
研究者たちは1950年代までに、『目覚め』が洞察に満ちた心を打つ長編小説であると考えるようになっていった。ノルウェーの学者パー・セイヤーステッドが1969年に全集を編纂し、ショパン研究の端緒を開いた。パー・セイヤーステッドは伝記で、ショパンがいかに「アメリカ文学に新しい境地を開いたか」論じ、これがよく知られており、ショパンは1970年代以降に高く評価されるようになった。
フェミニスト文芸批評家によりフェミニズムの観点からの読み直しが行われ、第二派フェミニズムの時代に自立する女性の文学的正典となった。研究者たちはフェミニストの観点から彼女の作品を批評・評価し、ショパン作品の登場人物が家父長制の構造に抵抗していることに注目した。エミリー・トスによると、ショパンの作品が1970年代に人気を集め、評価を高めたのは、社会から課せられた制約の外に飛び出す女性というテーマが、フェミニズムや性革命に参加する人たちの心をとらえたからだという。また、1960年代は、「アメリカの女性たちが、気骨のある先達について知りたいと切望していた時代」であったため、作品が女性たちを惹きつけたのだと考えている。
1999年には「Kate Chopin: A Reawakening」というドキュメンタリーが作られ、ショパンの人生と作品について語られた。彼女は同時代の他の有名作家に比べて主流文化で取り上げられることは少ないが、文学史における影響力は否定できない。その画期的な作品群は、女性の自我、抑圧、内面といったテーマを探求する、後のフェミニスト作家に続く道を開いた。現在では20世紀の最初のフェミニスト作家のひとり、第一人者とみなされており、重要な位置を占めている。彼女の作品、特に『目覚め』は、アメリカ文学の授業で教えられることが多い。今日、『目覚め』はアメリカ中の文学コースで上位5位に入る人気小説であると言われている。大学進学適性試験 SATを作成している College Board による、大学に進学する生徒への推薦図書のリスト「101 Great Books」には、『目覚め』が含まれている。
テレビドラマ『Treme』第1シーズンの最後から2番目の回で、教師は新入生に『目覚め』を課題として与え、次のような注意を与える。（シーズンの終わりを予想しようとする視聴者への警告とも解釈できるシーンである。）

### 批判と再々評価
エドナはケンタッキーで幼少期を過ごし、十代前半でミシシッピの農園に移り住んでおり、奴隷制による富に依存した、快適だが滅びつつある秩序の中で育った南部女性である。それゆえ1890年代以降、人種的・階級的な特権意識を指摘され、批判されるようになった。エドナは「自分の周囲の混血ならびに黒人女性たちの労働が、いかに彼女の自己陶酔的な存在を可能にしているのか」という認識に「目覚めていない」、「彼女の解放は、つまるところ、植民地化を示す白さにおいてのみ表象可能となる」等と批判的に批評された。
こうした『目覚め』批評の動向を受け、ショパンと南部の複雑な愛憎関係を認めつつも、エドナの父の空ろに父権的な振る舞いに注目し、「南部についての支配的な（白人が抱く）ロマン主義への批判」を読み取ると言った、再々評価の試みもみられる。

## 邦訳
- 『めざめ』杉崎和子 訳、牧神社、1977年。
- 『目覚め』瀧田佳子 訳、荒地出版社、1995年。
- 『目覚め』宮北惠子・吉岡惠子 訳、南雲堂、1999年。

## 映像化作品
- The End of August：1981年の映画。[51]
- Grand Isle：1991年の映画。[51]